# Apoziopeze
Apoziopeze či aposiopese (z řeckého aposiópésis, přerušení, zámlka) je literární pojem označující nenadálé odmlčení, nedopovědění započaté věty či přerušenou výpověď.
Vyskytuje se především v mluvené řeči. V psaném textu se označuje nejčastěji trojtečkou, podobně jako výpustka. S apoziopezí se dále setkáváme v poezii, především moderní, i v expresivní próze.
| „                     | Ráda bych se sester, ráda bych se ptala, proč jsem jako louka rozkvítala, proč a proč jsem…, a jak to jen říci… jsou snad muži loupežníci? | “ |
| — Fráňa Šrámek, Splav | |   |